# Dzmitryj Koub
Dzmitryj Koub, biał. Дзмітрый Коўб, ros. Дмитрий Ковб, Dmitrij Kowb (ur. 20 stycznia 1987 w Mińsku, Białoruska SRR) – białoruski piłkarz, grający na pozycji napastnika.

## Kariera piłkarska

### Kariera klubowa
Wychowanek SDJuSSzOR Dynama Mińsk. Pierwsze trenerzy W.I. Siniakiewicz i W.B. Drobuszewski. W 2005 rozpoczął karierę piłkarską w klubie Szachcior Soligorsk, skąd przeszedł do Biełszyny Bobrujsk. W sierpniu 2010 do końca roku został wypożyczony do DSK Homel.